# Jambrina
Jambrina és un municipi de la província de Zamora, a la comunitat autònoma de Castella i Lleó. Limita al nord amb Gema i Casaseca de las Chanas, al sud amb Santa Clara de Avedillo i Fuentespreadas, a l'est amb El Piñero i Gema, i a l'oest amb Peleas de Abajo.

## Demografia
| 1991 | 1996 | 2001 | 2004 |
| ---- | ---- | ---- | ---- |
| 319  | 291  | 239  | 221  |